# Stay on These Roads
Stay on These Roads – trzeci album z 1988 norweskiej grupy popowej a-ha, wydany 3 maja 1988 roku.

## Lista utworów
1. "Stay on These Roads" *
2. "The Blood That Moves the Body" *
3. "Touchy!" *
4. "This Alone Is Love"
5. "Hurry Home"
6. "The Living Daylights"
7. "There's Never a Forever Thing"
8. "Out of Blue Comes Green"
9. "You Are the One" *
10. "You'll End Up Crying"

* Wydane jako single. Utwór 2 został ponownie wydany w 1992 r. jako remiks.

## Listy sprzedaży
| Lista               | Kraj            | Pozycja |
| ------------------- | --------------- | ------- |
| VG-Lista            | Norwegia        | 1       |
| Ö3 Austria Top 40   | Austria         | 9       |
| UK Albums Chart     | Wielka Brytania | 2       |
| Schweizer Hitparade | Szwajcaria      | 6       |